# Brazos Valles
Brazos Valles és una formació geològica de tipus vallis a la superfície de Mart, localitzada amb el sistema de coordenades planetocèntriques a -2.69 ° latitud N i 21.49 ° longitud E, que fa 387.51 km de diàmetre. El nom va ser aprovat per la UAI l'any 1982 i fa referència a un riu a Texas, EUA.